# Elezioni politiche suppletive in Francia del 1962
Le elezioni politiche suppletive francesi del 1962 sono le elezioni tenute in Francia nel corso del 1962 per eleggere deputati dell'assemblea nazionale dei collegi uninominali rimasti vacanti. 

## Risultati

### Comore
Le elezioni politiche suppletive nel collegio della Polinesia Francese si sono tenute il 4 marzo per eleggere un deputato in seguito alle dimissioni di Saïd Mohamed Ben Chech Abdallah Cheikh. Poiché Mohamed Ahmed ha ottenuto la maggioranza dei voti al primo turno, non è stato necessario procedere al ballottaggio. 
| Partito                            | Partito                             | Candidato                          | Risultati 4 marzo 1962 | Risultati 4 marzo 1962 |
| Partito                            | Partito                             | Candidato                          | Voti                   | %                      |
| ---------------------------------- | ----------------------------------- | ---------------------------------- | ---------------------- | ---------------------- |
|                                    | UNR                                 | Mohamed Ahmed                      | 52 231                 | 87,26                  |
|                                    | SE                                  | Said Mohamed Djaffar El Amdjade    | 7 628                  | 12,74                  |
|                                    |                                     |                                    |                        |                        |
| Iscritti                           | Iscritti                            | Iscritti                           | 81 811                 | 100,00                 |
| ↳ Votanti (% su iscritti)          | ↳ Votanti (% su iscritti)           | ↳ Votanti (% su iscritti)          | 60 145                 | 73,52                  |
| ↳ Voti validi (% su votanti)       | ↳ Voti validi (% su votanti)        | ↳ Voti validi (% su votanti)       | 59 859                 | 99,52                  |
| ↳ Schede non valide (% su votanti) | ↳ Schede non valide (% su votanti)  | ↳ Schede non valide (% su votanti) | 286                    | 0,48                   |
| ↳ Astenuti (% su iscritti)         | ↳ Astenuti (% su iscritti)          | ↳ Astenuti (% su iscritti)         | 21 666                 | 26,48                  |
|                                    |                                     |                                    |                        |                        |
|                                    | Esito: collegio passa da UDSR a UNR |                                    |                        |                        |

### Wallis e Futuna
Le elezioni politiche suppletive nel collegio di Wallis e Futuna si sono tenute il 25 marzo per eleggere un deputato non andato ad elezioni durante la tornata generale. Poiché Mohamed Ahmed ha ottenuto la maggioranza dei voti al primo turno, non è stato necessario procedere al ballottaggio. 
| Partito                            | Partito                            | Candidato                          | Risultati 25 marzo 1962 | Risultati 25 marzo 1962 |
| Partito                            | Partito                            | Candidato                          | Voti                    | %                       |
| ---------------------------------- | ---------------------------------- | ---------------------------------- | ----------------------- | ----------------------- |
|                                    | CNIP                               | Hervé Loste                        | 1 926                   | 57,53                   |
|                                    | SE                                 | Victor-Emmanuel Brial              | 1 422                   | 42,47                   |
|                                    |                                    |                                    |                         |                         |
| Iscritti                           | Iscritti                           | Iscritti                           | 3 630                   | 100,00                  |
| ↳ Votanti (% su iscritti)          | ↳ Votanti (% su iscritti)          | ↳ Votanti (% su iscritti)          | 3 366                   | 92,73                   |
| ↳ Voti validi (% su votanti)       | ↳ Voti validi (% su votanti)       | ↳ Voti validi (% su votanti)       | 3 348                   | 99,47                   |
| ↳ Schede non valide (% su votanti) | ↳ Schede non valide (% su votanti) | ↳ Schede non valide (% su votanti) | 18                      | 0,53                    |
| ↳ Astenuti (% su iscritti)         | ↳ Astenuti (% su iscritti)         | ↳ Astenuti (% su iscritti)         | 264                     | 7,27                    |

## Riepilogo
| Data 1º turno | Ballottaggio   | Circoscrizione  | Collegio | Parlamentare uscente            | Partito       | Parlamentare eletto | Partito |
| ------------- | -------------- | --------------- | -------- | ------------------------------- | ------------- | ------------------- | ------- |
| 4 marzo       | Non necessario | Comore          | 1°       | Saïd Mohamed Ben Chech Abdallah | UDSR          | Mohamed Ahmed       | UNR     |
| 25 marzo      | Non necessario | Wallis e Futuna | 1°       | Non esistente                   | Non esistente | Hervé Loste         | CNIP    |